# Szergej Ioszifovics Paradzsanov

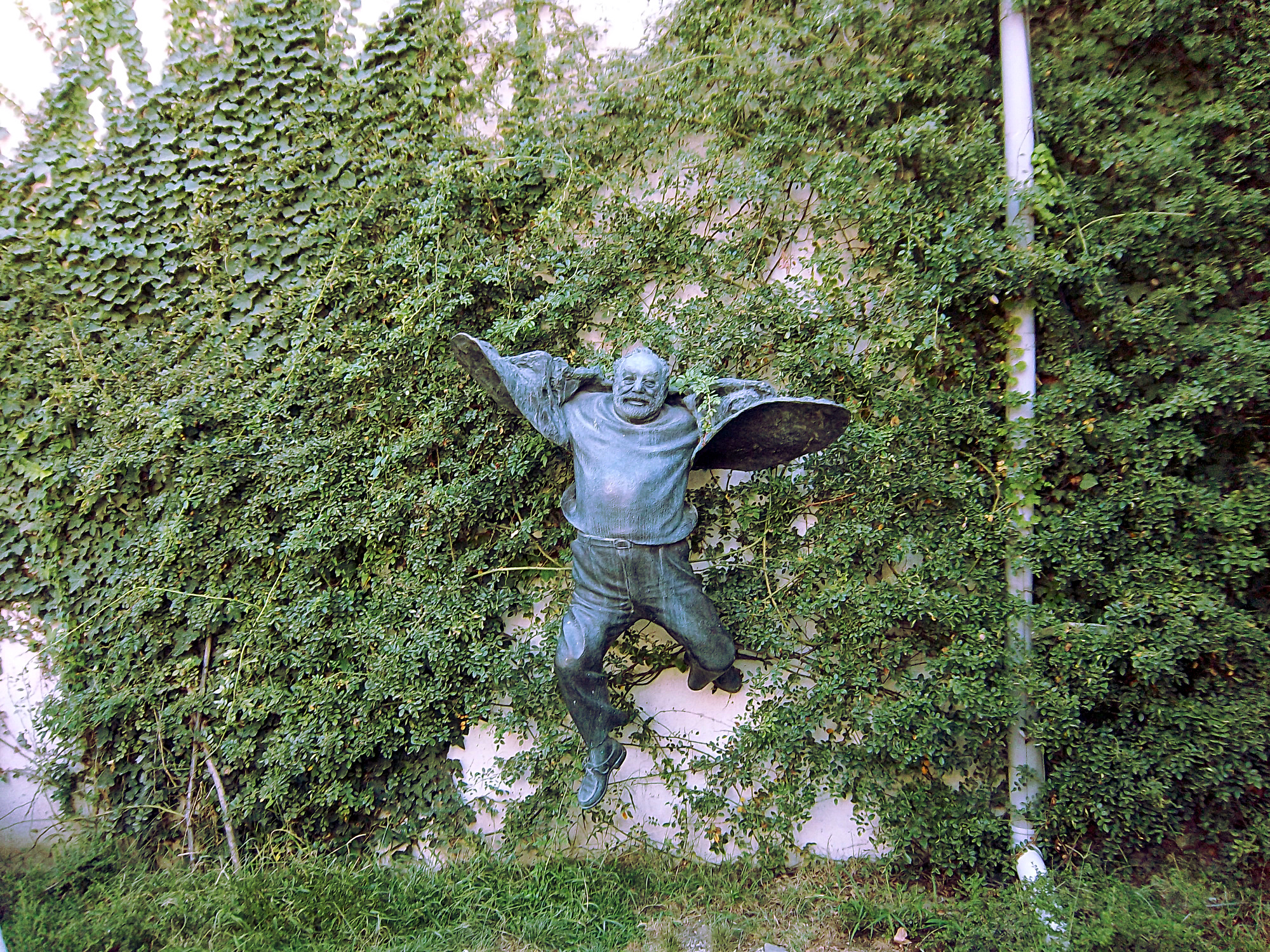
Szobra Tbilisziben

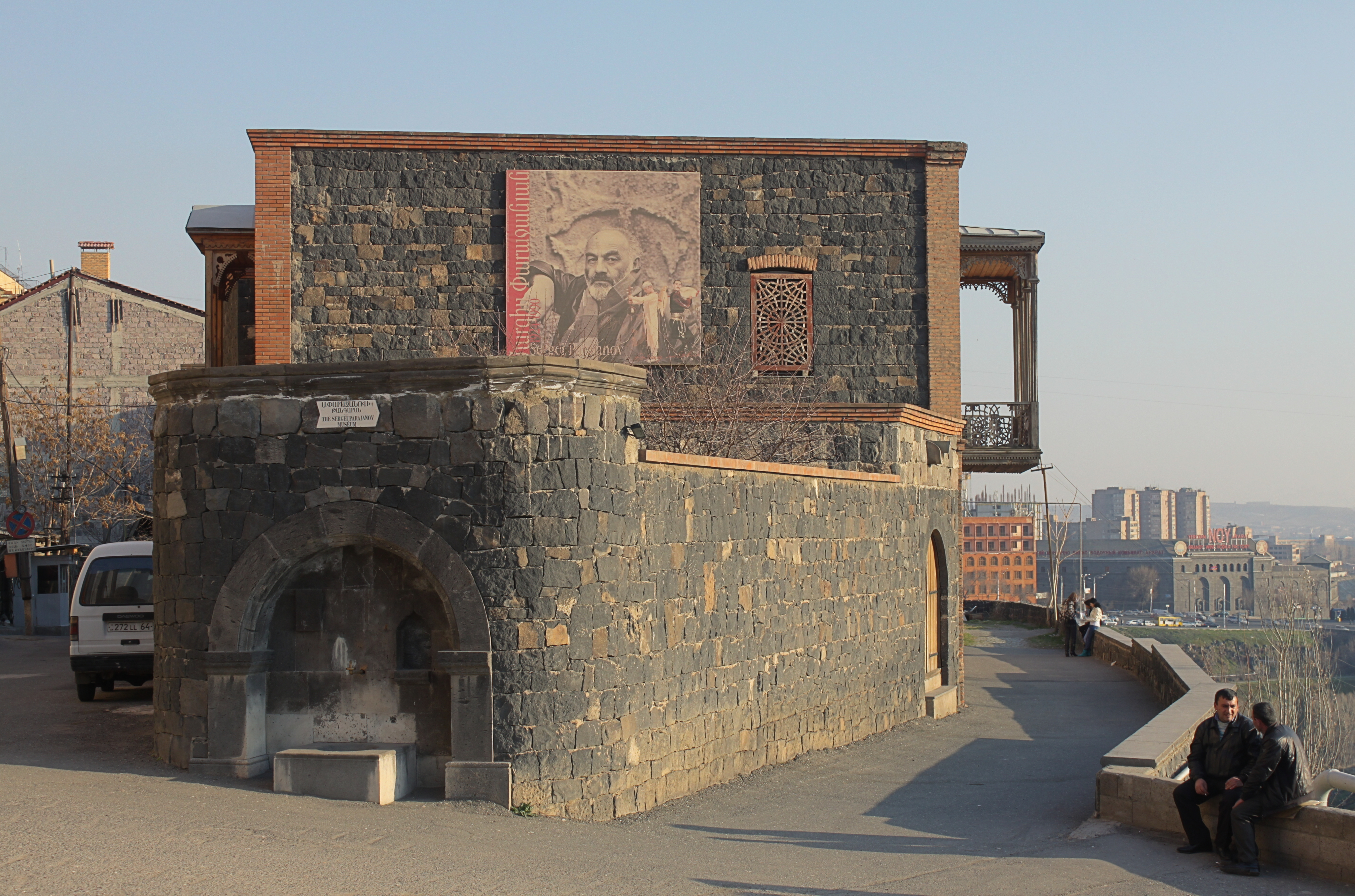
A Paradzsanov Múzeum Jerevánban

Szergej  Ioszifovics Paradzsanov, (örményül: Սարգիս Հովսեփի Փարաջանյան, grúzul: სერგო ფარაჯანოვი, oroszul: Сергей Иосифович Параджанов, ukránul: Сергій Йосипович Параджанов) (Tbiliszi, 1924. január 9. – Jereván, 1990. július 20.
Paradzsanov egy Grúziában született rendkívül jelentős örmény (szovjet) filmrendező, amellett színész és képzőművész volt. Különleges művészetének hatása többek között Tarkovszkij és Pasolini alkotásaiban is kimutatható.

„Szergej Paradzsanov azon filmcsinálók köréhez tartozott, akik nem hivatásosként, hanem életmódként alkottak. Privát sztorija maga a nagy forgatókönyv.”

– Szegő György, Fotóművészet.com

## Élete
Paradzsanov nagymamája zongorista volt, nagypapája pedig a tifliszi  zenefőiskola igazgatója. Szülei antikváriusként tehetőssé váltak. A család a 20-as évek végén Jerevánba költözött a Grúziában felerősödő örményellenesség miatt.
Paradzsanov a tbiliszi Vasútmérnöki Főiskolára járt, közben a helyi konzervatóriumban énekelt is. 1945-ben a moszkvai zeneművészeti főiskola ének-tanszakára ment. Egyúttal balettot is tanult. Rövidesen átiratkozott a Filmművészeti Főiskolára, ahol Dovzsenko is tanította.
Tanulmányai közben egy áruházban megismerkedett egy eladónővel, egy moldovai muzulmán kozáklánnyal és hamarosan összeházasodtak. A család ezért hatalmas összeget követelt, amit Paradzsanov nem tudott kifizetni. Ennek következményeként a lányt rokonai megölték (egy vonat alá lökték).
1954-ben készített filmet először. Az 1964 előtt készült műveit  „hulladék”nak minősítette. Az Elfelejtett ősök árnyai című filmje révén nemzetközileg ismertté vált. 1965 és 1973 között készült filmjei dobozban maradtak (betiltották őket). Erőszakkal, homoszexualitással, vesztegetéssel vádolva 1973-ban letartóztatták és csak 1978-ban engedték szabadon. A 80-as évek közepén kezdhetett csak ismét filmkészítésbe.
Tüdőrákban halt meg 1990-ben, épp akkor, amikor filmjei újra kikerültek a nagyvilágba.
A gránátalma színe című filmje a filmtörténet maradandó klasszikus darabja.

## Filmjei
- Vallomás (Исповедь) – önéletrajzi töredék: 1990
- Asik Kerib: 1988
- Arabeszkek Piroszmani témára: 1985
- A szurámi vár legendája: 1984
- A gránátalma színe[11] (Цвет граната): 1969
- Elfelejtett ősök árnyai (oroszul: Тени забытых предков, ukránul: Тіні забутих предків): 1964
- Aranykezek (dokumentumfilm): 1957
- Andries: 1954
- Az első legény: 1958
- Dumka (dokumentumfilm)
- Egy virágszál a kövön: 1962
- Kijevi freskók
- Natalja Uzsvij (dokumentumfilm)

## Díjak
- 1965 : Mar del Plata Film Festival, Best Production – Elfelejtett ősök árnyai
- 1966: Thessaloniki Film Festival, Gold Medal – Elfelejtett ősök árnyai
- 1986: Sitges – Catalonian International Film Festival, Caixa de Catalunya – A szurámi vár legendája
- 1987: São Paulo International Film Festival, Critics Award – A szurámi vár legendája
- 1987: Rotterdam International Film Festival, Rotterdam Award – A szurámi vár legendája
- 1988: European Film Award (Nominated) – Asik Kerib
- 1989: Istanbul International Film Festival, Special Prize of the Jury – Asik Kerib
- 1990: Nika Awards, Nika – Asik Kerib